# 松田幸緒
松田 幸緒（まつだ さちお、1954年 -）は、日本の小説家、推理作家。

## 経歴・人物
東京都生まれ、在住。早稲田大学第一文学部西洋史学科を卒業する。2009年、「最後のともだち」が第21回堺自由都市文学賞の佳作に選ばれる。2010年、「完璧なママ」が第8回北区 内田康夫ミステリー文学賞の大賞を受賞する。2014年、「ユメノアト」が第6回日経小説大賞の最終候補作に選ばれる。2015年、「中庭に面した席」で第95回オール讀物新人賞を受賞する。
趣味は読書、映画・音楽鑑賞など。好きな作家として、ウィリアム・トレヴァー、スティーヴン・ミルハウザー、アントン・チェーホフを挙げている。

## 作品リスト

### 小説
- 返信（『月刊ジェイ・ノベル』2011年4月号）
- をさなごころ（『月刊ジェイ・ノベル』2014年3月号）
- 中庭に面した席（『オール讀物』2015年11月号）
- 小説教室の男（『小説すばる』2016年8月号）
- 洛西を走る（『オール讀物』2016年11月号）
- すばらしき日々（『オール讀物』2017年5月号）
- ヨダゾーブンゼー（『小説すばる』2018年1月号）
- 色物の芸人（『オール讀物』2019年8月号）

### エッセイ
- わたしの逃避術（『小説すばる』2016年2月号）
- ［追悼 内田康夫］（『オール讀物』2018年5月号）

### アンソロジー収録作
「」内が収録されている松田幸緒の作品
- 第21回 堺自由都市文学賞（2009年11月 堺市）「最後のともだち」
- はじめての小説2 内田康夫&東京・北区が選んだ珠玉のミステリー（2013年3月 実業之日本社）「完璧なママ」